# Babberich
Babberich is een dorp in de Nederlandse gemeente Zevenaar, gelegen ten zuidoosten daarvan in de landstreek De Liemers in Gelderland. Het dorp telt 1.945 inwoners (2023).

## Geschiedenis

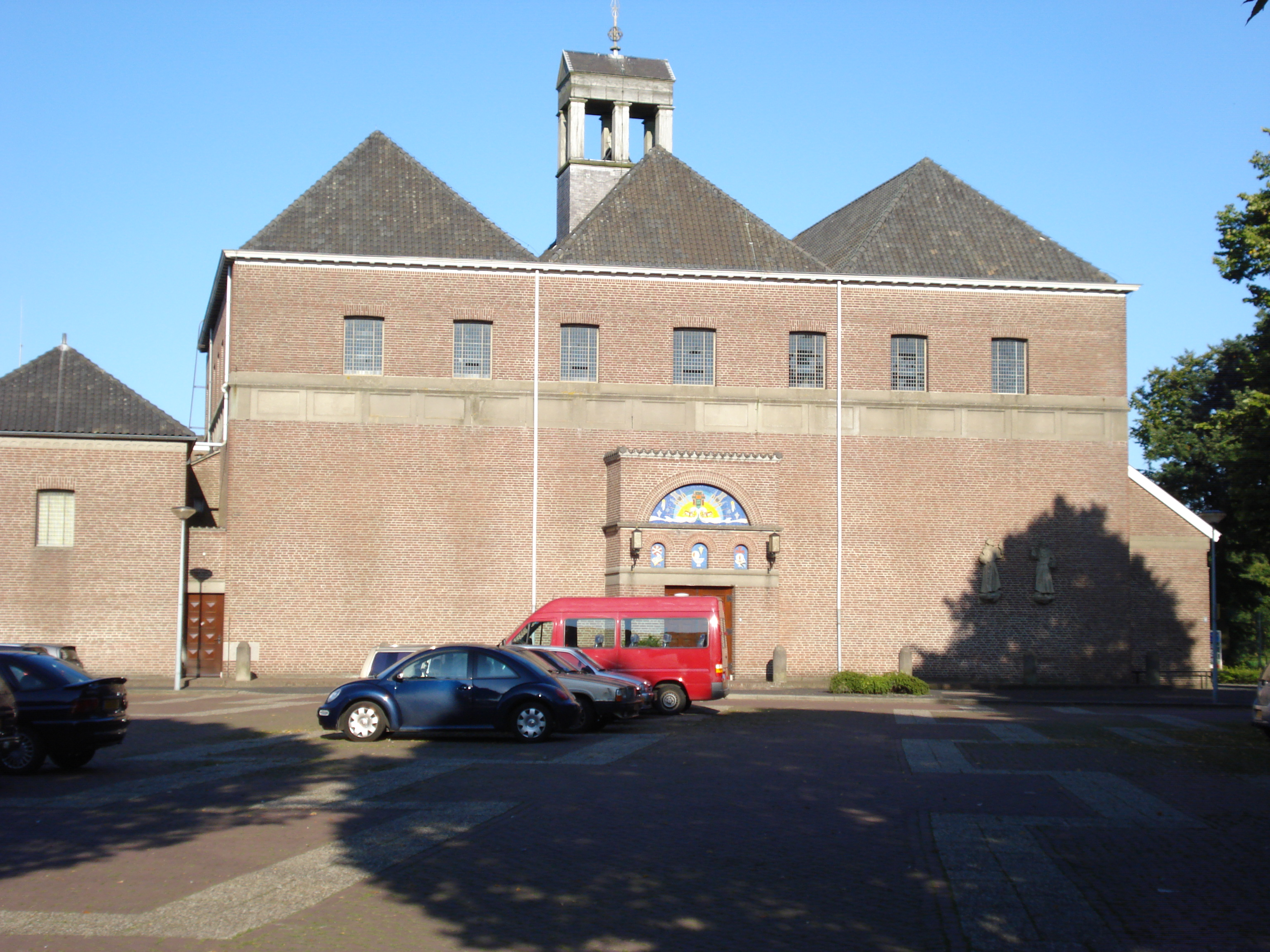
Babberich, de Sint-Franciscuskerk

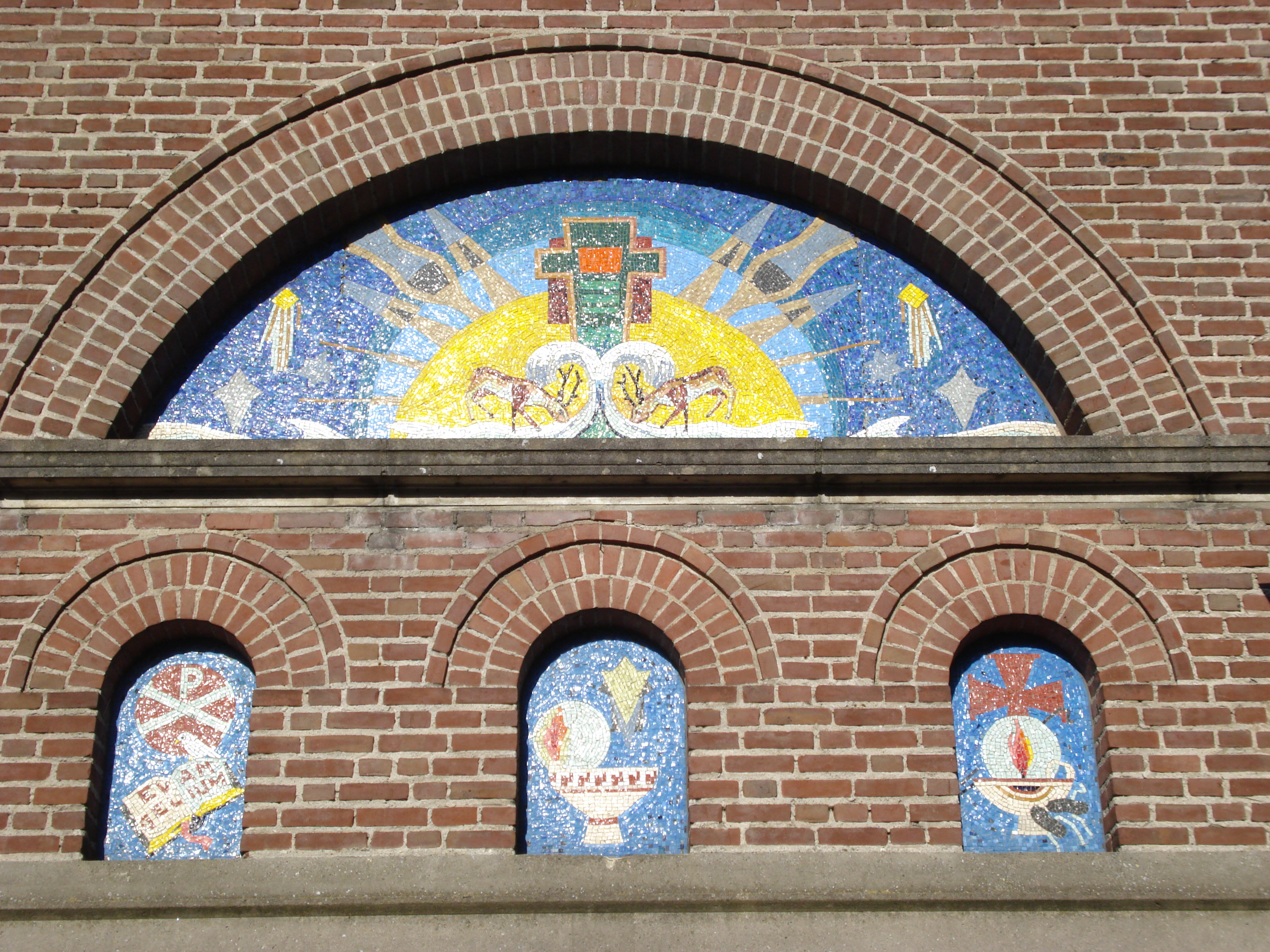
Babberich, mozaïek op het timpaan van de kerk

De naam van het dorp komt sinds 1358 voor als Babborch, Babbergen en Babbrich en is mogelijk een combinatie van een persoonsnaam 'Babbo' met 'borch' of 'berg'. Net als een groot deel van de Liemers hoort Babberich pas sinds 1816 bij Nederland. De Hertog van Gelre had deze gebieden in een ver verleden verpand aan de Hertog van Kleef. Ligt Babberich nu op de Nederlands-Duitse grens, zo ligt het ook op de grens van Frankische en Saksische invloeden, die beide nog terug te vinden zijn in taal en cultuur van het dorp. Frankische en Saksische invloeden zijn in de hele Liemers nog  aantoonbaar.
De geschiedenis van Babberich is nauw verbonden met het kasteel Huize Babberich, algemeen ook Halsaf genoemd. Dit huis, gelegen in het Babberichse Bos, was oorspronkelijk een kasteel, compleet met ophaalbrug, dat in de 18e eeuw werd afgebroken en vervangen door een landhuis. Een van de adellijke rechten van Halsaf was de duivenvlucht. Op het landgoed is nog een witte duiventoren aanwezig uit 1785. Halsaf en de Babberichse schutterij zijn sinds de oprichting van de schutterij in 1874 onlosmakelijk met elkaar verbonden. De bewoner van het huis (tot 2004 de familie De Nerée tot Babberich) is president en beschermheer van de schutterij.
Babberich is, net als de rest van de Liemers, overwegend rooms-katholiek gebleven, doordat het in de tijd van de Reformatie niet bij de Nederlanden hoorde.

## Het huidige dorp
Het grensdorp Babberich is tegenwoordig vooral een toeristenplaats. Kasteel Halsaf is door een nieuwe eigenaar recentelijk gerestaureerd. De Rode Zaal van het kasteel doet dienst als trouwlocatie voor de gemeente Zevenaar. Ook is er een bed and breakfast gerealiseerd met in totaal vijf kamers.
Rondom het dorp liggen verschillende campings in een afwisselend fiets- en wandelgebied. Vooral de Kwartiersedijk is bijzonder pittoresk. Het dorp is de thuishaven van de atmosferische rockband Crescent Moon.

## Sport
De plaatselijke voetbalclub is SV Babberich. Ze werd in 1930 opgericht als RKVV Victoria dat in 1945 fuseerde met RKVV Excelsior. In 1997 won Babberich de landelijke amateurbekerfinale in de Kuip in Rotterdam.

## Geboren in Babberich
- Frits van Bindsbergen (1960), wielrenner
- Theo Elfrink (1923-2014), schilder en graficus
- Leo Jansen (1960-2022), voetballer
- Rian Gerritsen (1971), actrice
- Femme Taken (1979), ondernemer